# Cadaveria
Cadaveria é uma banda italiana de metal gótico. A vocalista foi uma das pioneiras do vocal gutural feminino no black metal. 

## História
Raffaella Rivarolo foi pioneira no vocal gutural no final dos anos 80, inspirando várias vocalistas na atualidade. Anos depois ela formou sua banda solo em 2001, depois dela e do baterista Flegias terem deixado a banda de black metal Opera IX, onde fizeram história com belos e sombrios trabalhos. Depois de alguns meses á procura de mais membros, a formação da banda estava completa com a entrada do baixista Killer Bob, do guitarrista Frank Booth, e do tecladista Baron Harkonnen. 
Em 2002 é apresentado ao público o primeiro álbum, intitulado The Shadows' Madame. Logo no ano seguinte, começaram os preparativos para a gravação do novo álbum. Baron Harkonnen deixa a banda para de dedicar ao projecto DyNAbyte. 
Em 2004 Far Away From Conformity é lançado. Depois de algumas tournês de promoção deste álbum, a banda volta ao estúdio para gravar mais um álbum. O resultado é apresentado em maio de 2007, com o nome de In Your Blood.
Em 2012 lançam o bem sucedido Horror Metal, onde tem o single e o vídeo muito bem produzido de 'FLOWERS IN FIRE', que faz muito sucesso até hoje com os headbangers pelo seu peso e originalidade entre o gothic metal e o doom metal. 
Em novembro de 2014, a banda lança mais um álbum de estúdio, intitulado "Silence". Silence é o quinto álbum de estúdio da banda liderada pela cantora Raffaella Rivarolo, que atende pelo nome de Cadaveria. Junto com os parceiros Frank Booth (guitarra), Dick Laurent (guitarra), Killer Bob (baixo) e Marçelo Santos (bateria), a vocalista nos apresenta um ótimo disco que traz elementos do metal tradicional, do doom metal, gothic metal e black metal.

## Integrantes

### Membros
- Frank Booth - guitarra
- Killer Bob (John) - baixo
- Cadaveria - vocal
- Flegias (Marcelo Santos) - bateria
- Dick Laurent - guitarra

### Ex-membros
- Baron Harkonnen - teclados  (2001 - 2003)

## Discografia
- 2002 - The Shadows' Madame
- 2004 - Far Away From Conformity
- 2007 - In Your Blood
- 2012 - Horror Metal
- 2014 - Silence